# Matti Raivio
Matti Raivio, född den 22 februari 1893 i Pihlajavesi död 1957, var en finländsk före detta längdåkare som tävlade under 1920-talet.
Raivio blev den första finländare att vinna ett VM-guld i nordisk skidsport när han vann VM-guld på 30 kilometer. Två dagar senare dubblerade han när han även vann 50 kilometer. 